# Asia Cargo Airlines
Asia Cargo Airlines, anteriormente llamada Tri-MG Intra Asia Airlines, es una aerolínea con base en Yakarta, Indonesia. La compañía adquirió el Let L-410 cuando Tri MG decidió embarcarse en las operaciones de pasajeros. Con su Boeing 727 comenzó a operar de manera regular al Aeropuerto Internacional de Singapur.
La aerolínea está en la Lista negra de compañías aéreas de la Unión Europea.

## Historia
En marzo de 2007 el ministro de transportes indonesio, bajo una fuerte presión política para mejorar la seguridad aérea en Indonesia, advirtió que cerraría siete aerolíneas a menos que estas mejorasen su entrenamiento y mantenimiento en los tres meses siguientes. El ministro formuló un método de clasificación de las aerolíneas en tres categorías. Las que están en la tercera (menos segura) categoría son: Adam Air, Batavia Air, Jatayu Airlines, Kartika Airlines, Manunggal Air Services, Transwisata Prima Aviation y Tri-MG Intra Asia Airlines. La aerolínea ha sido unas de las pocas que desde entonces han sido suspendidas temporalmente en Indonesia.

## Destinos
Estos son los destinos servidos de manera regular de Tri-MG Intra Asia Airlines:
- Camboya
  - Phnom Penh - Aeropuerto Internacional de Phnom Penh
- República Popular de China
  - Hong Kong - Aeropuerto Internacional de Hong Kong
- Indonesia
  - Balikpapan - Aeropuerto Internacional Sepinggan
  - Batam - Aeropuerto Hang Nadim
  - Yakarta - Aeropuerto Internacional Soekarno-Hatta Hub
- Malasia
  - Kuala Lumpur - Aeropuerto Internacional de Kuala Lumpur
- Filipinas
  - Cebú - Aeropuerto Internacional de Mactan-Cebú
  - Clark - Aeropuerto de Clark
- Singapur
  - Changi - Aeropuerto Internacional Changi
- Tailandia
  - Bangkok - Aeropuerto de Suvarnabhumi
- Vietnam
  - Ciudad Ho Chi Minh - Aeropuerto Internacional Son Nhat

## Flota

### Flota Actual
La flota de Asia Cargo Airlines incluye las siguientes aeronaves, con una edad media de 26.3 años (a agosto de 2022):
| Boeing 737-300 | 5 | — | Cargo |  |  |  |
| Total          | 5 | — |       |  |  |  |

## Incidentes y accidentes
El 4 de enero de 2005, un Boeing 737-2A9C (PK-YGM) tomó parte en la operación de apoyo a las zonas devastadas por el tsunami de Banda Aceh. 
Como el avión aterrizaba en el Aeropuerto Sultan Iskandarmuda (Banda Aceh) durante la noche, chocó contra un elefante marino que había irrumpido en pista. El tren principal se retrajo, causando daños en el tren y motor izquierdo.
No hubo heridos, si bien, el avión se declaró no reparable y fue desguazado algunos meses más tarde.
«Informes de accidente de Boeing 737». Consultado el 20 de diciembre de 2008.